# Pizzo di Alpre
Il Pizzo di Alpre 2.420 m s.l.m. è una montagna degli Alti Tauri che si trova in Valle Aurina nella provincia di Bolzano (Trentino-Alto Adige).
Per precisione il Pizzo di Alpre si trova nel territorio comunale di Predoi, ma quasi al confine con l'Austria.
È noto poiché qui vi era l'inizio e la fine di settori di copertura del Vallo Alpino del Littorio: il XIV settore di copertura Isarco e il XV settore di copertura Pusteria.